# Jasná Hora
Jasná Hora (pol. Jasna Góra, lat. Clarus Mons) je paulinský klášter v polském městě Čenstochová a nejvýznamnější poutní místo Polska. Význam Jasné Hory daleko přesahuje polské hranice, ročně ji navštíví asi 5 miliónů poutníků, nejen z Polska, ale i ze zahraničí, zejména z České republiky, Slovenska a Maďarska. 

## Budovy
Opevněný komplex budov z 15. až 19. století, s fragmenty z doby svého založení ve 14. století. Klášter byl založen mezi lety 1367 a 1372, kdy kníže Vladislav II. Opolský jakožto místodržící uherského krále Ludvíka I. z Anjou povolal uherské mnichy paulíny. Ti pojmenovali 293 metrů vysokou horu Jasnou podle titulu svého mateřského kláštera v Budíně. V roce 1382 daroval týž kníže v Čenstochové malý mariánský kostel a  přivezl zázračný obraz Černé Madony. Do současnosti se rozrostl na tři desítky objektů, jejich částí, soch, pomníků a výzdoby. Jsou toː

Půdorys kláštera, 15.století značeno fialovou barvou, 17.–18. století světle hnědou

- A, B, C, D, M Brány: Lubomirských, Černé madony, Jagellonců, ... Jana Pavla II.
- E	Mariánský sál
- F, K, L, N Bastiony: Královský (bastion Potockých), Nejsvětější Trojice (Szaniawských), Bastion Morsztynů, Bastion sv. Barbory (Lubomirských)
- G, J, k	Pomníky: Augustyna Kordeckého, Jana Pavla II., kardinála Stefana Wyszyńského
- H	Klenotnice
- O	Domy hudebníků, nyní infocentrum a WC
- P	Jídelna
- R	Zahrada
- S, T Kaple: Nejsv. Srdce Páně (Jabłonowských), Kaple sv. Pavla Poustevníka (Denhoffů)
- Z Kaple Černé madony
- W	Královská rezidence
- X, U, V, Y	Bazilika a vchod do věže, Kaple sv. Antonína, sakristie
- a, b, c, d, e Rytířský sál, zahrada, refektář, knihovna a klášter
- f	Studna
- g	Muzeum 600. výročí
- h, i, j	Zbrojnice, Hospodářský dvůr

## Bazilika Nalezení svatého Kříže a Nanebevzetí Panny Marie

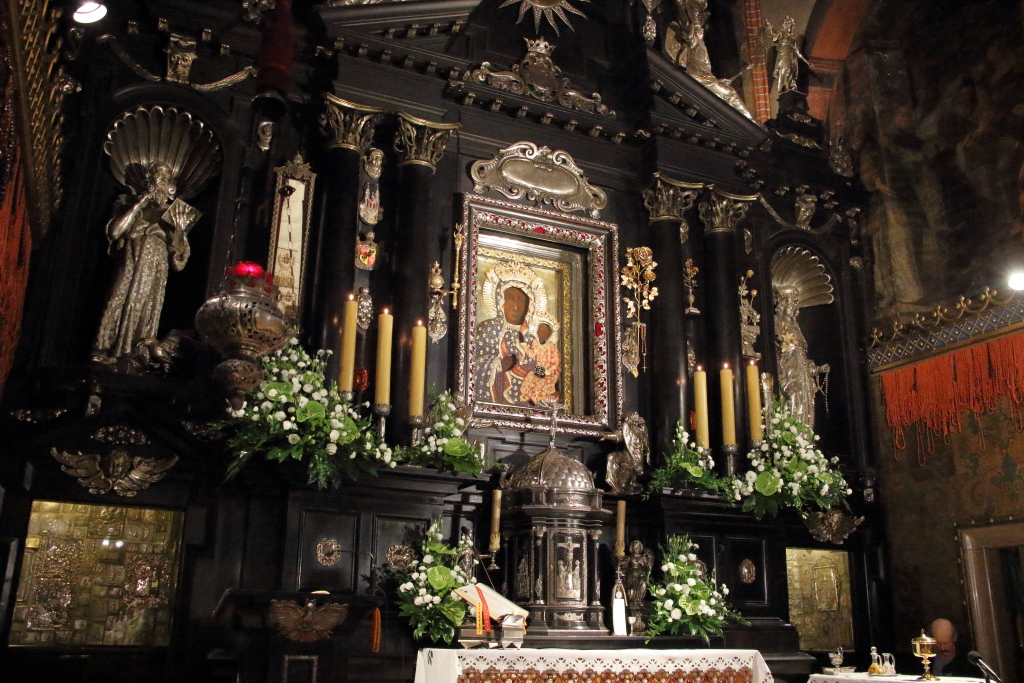
Oltář Černé madony

Samostatná severní kaple Černé madony má vchod z baziliky, silné stěny a obklad z bosovaného zdiva. Na oltáři je vystavená středověká poutní ikona, zvaná Černá madona nebo Panna Maria Čenstochovská, které řada věřících připisuje zázračné vlastnosti. 

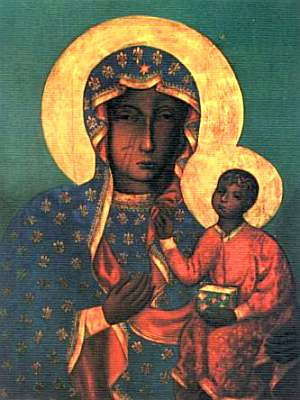
Ikona Panny Marie Čenstochovské (Černá Madona)

Autorství ikony zbožná tradice připisuje sv. Lukášovi, ale jde o repliku svatolukášské byzantské ikony, namalovanou v Itálii v 1. polovině 14. století. Poláci ji do Čenstochové přivezli v roce 1382 nebo 1384 za knížete Vladislava II. Opolského. V téže době bylo původně modré roucho Matky Boží ikony ozdobeno zlatými hvězdami a liliemi, které byly heraldickým znakem Anjouovců, tehdy vládnoucích v Polsku. 14. května roku 1430 byl klášter zpustošen za spanilé jízdy spojených českých, moravských, litevských a dalších husitských vojsk pod vedením polského šlechtice Jana Kuropatwy z Łańcuchowaza, za účasti volyňského knížete Fjodora Ostrožského. Podle zbožné tradice jimi měla být ikona poškozena a jako památka na tuto událost byly ponechány šrámy po seknutí na pravé tváři. 
Mnozí madoně přisuzovali podíl na záchraně kláštera a celého Polska před Švédy v roce 1655. Tehdy posádka s řeholníky v čele s převorem Augustinem Kordeckým ubránila dobře opevněný klášter proti třítisícové švédské armádě. Tento útok na národní svatyni vyvolal všeobecné povstání, vedené Stefanem Czarnieckim, které Švédy vyhnalo ze země. Po jejich porážce byla Matka Boží Čenstochovská za účasti krále Jana Kazimíra ve Lvově korunována královnou a ochránkyní Polska.

## Pokladnice a muzeum
Pokladnice obsahuje vzácné obrazy, klenoty, preciosa a paramenta: liturgické a votivní předměty z drahých kovů, kříže, kalichy a monstrance, z nichž nejvýznamnější je renesanční procesní monstrance od polského krále Zikmunda I. Starého z roku 1542, barokní relikviář sv. Jana Nepomuckého, stovky šperků darované madoně věřícími, dva slavnostní pláštíky Černé madony, (polsky zvané "sukienka"), první je posázen šperky s rubíny a druhý mořskými korály, jimi byla Černá madona dříve o svátcích dekorována. Další soubor uměleckých sbírek byl zpřístupněn v muzeu u příležitosti oslav 600. výročí založení kláštera.

## Knihovna
Klášterní knihovna obsahuje náboženskou, historickou i zeměpisnou literaturu, kolem 200 vzácných tisků bylo pořízeno v 17.-20. století, z iluminovaných rukopisů je nejvzácnější breviář z poloviny 15. století.

## Křížová cesta
Čtrnáct zastavení křížové cesty tvoří okruh kaplí, obíhající vně kolem hradeb.

## Galerie

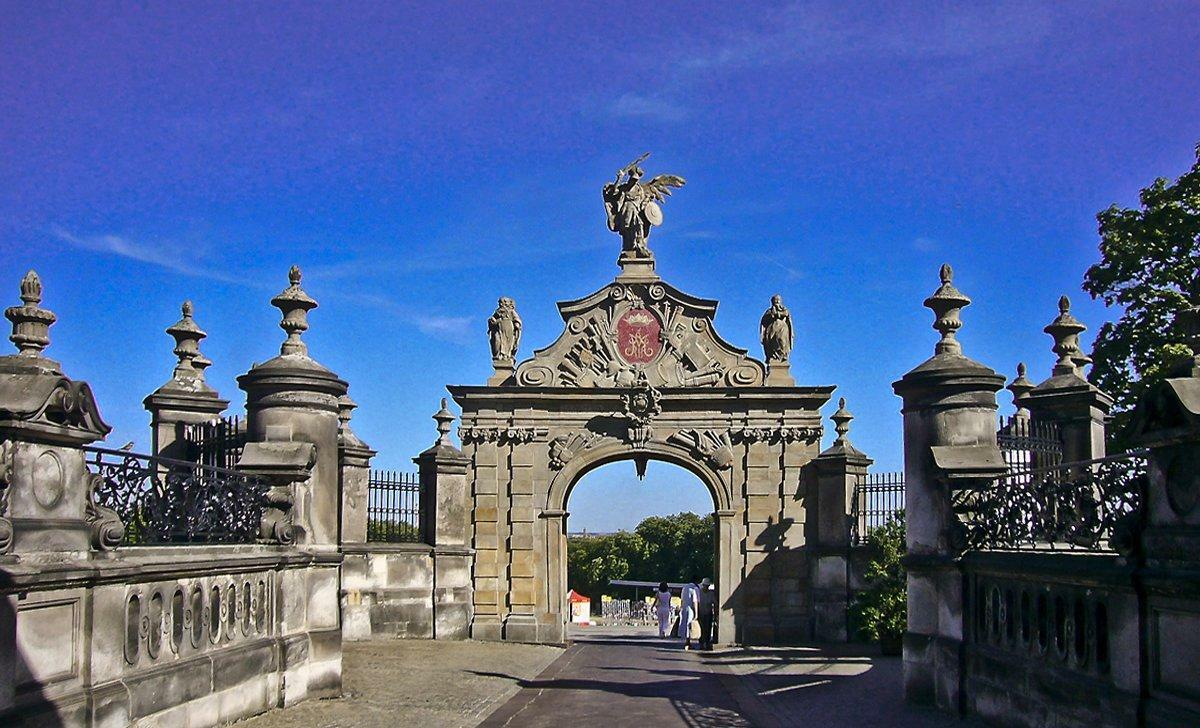
Brána Lubomirských
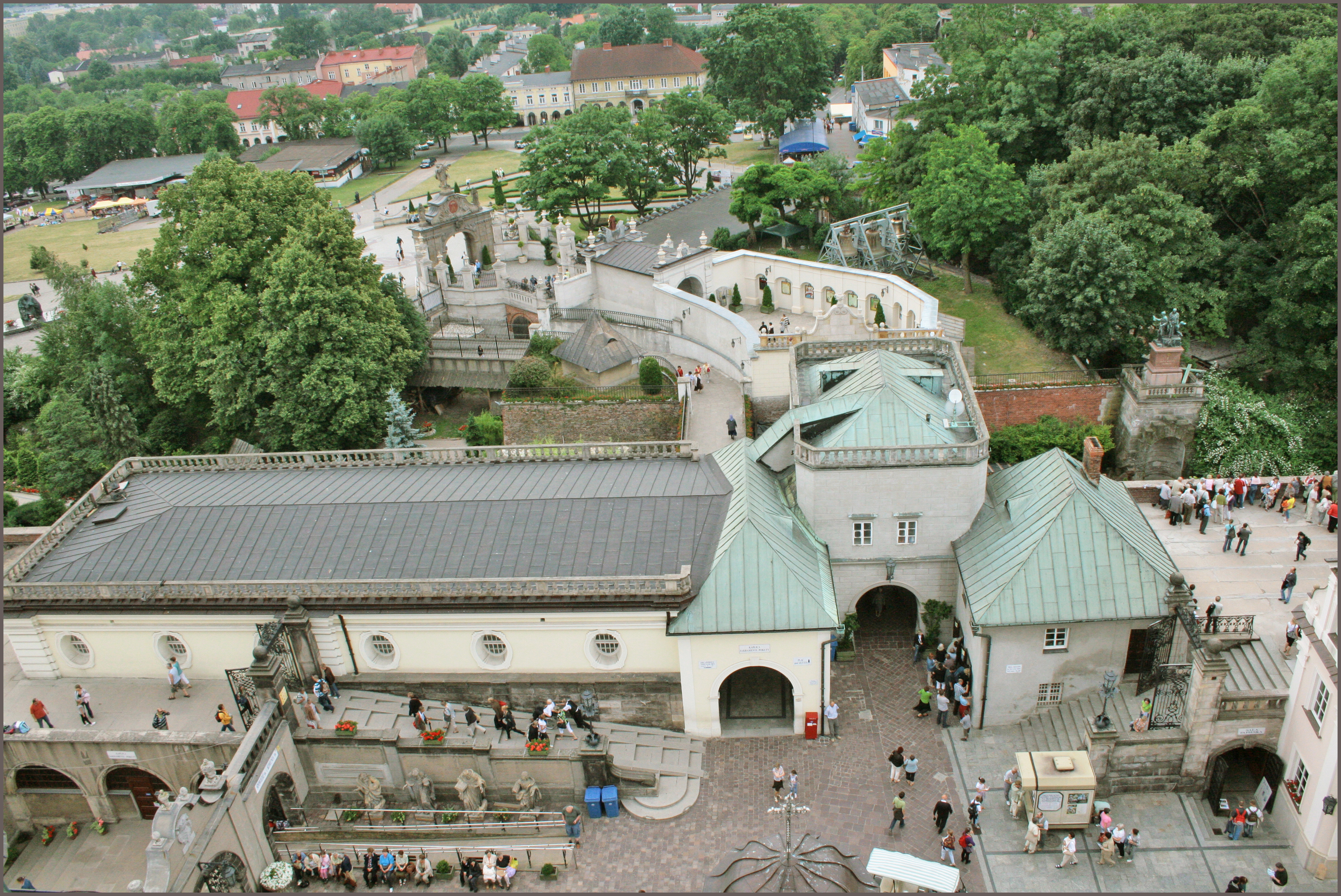
Vstupní část kláštera z věže
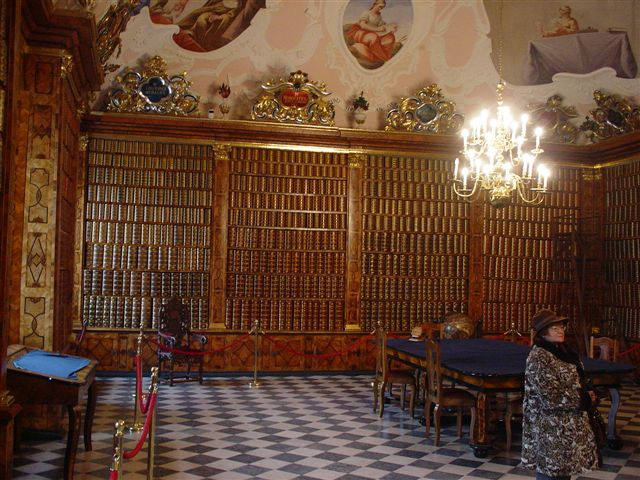
Knihovna
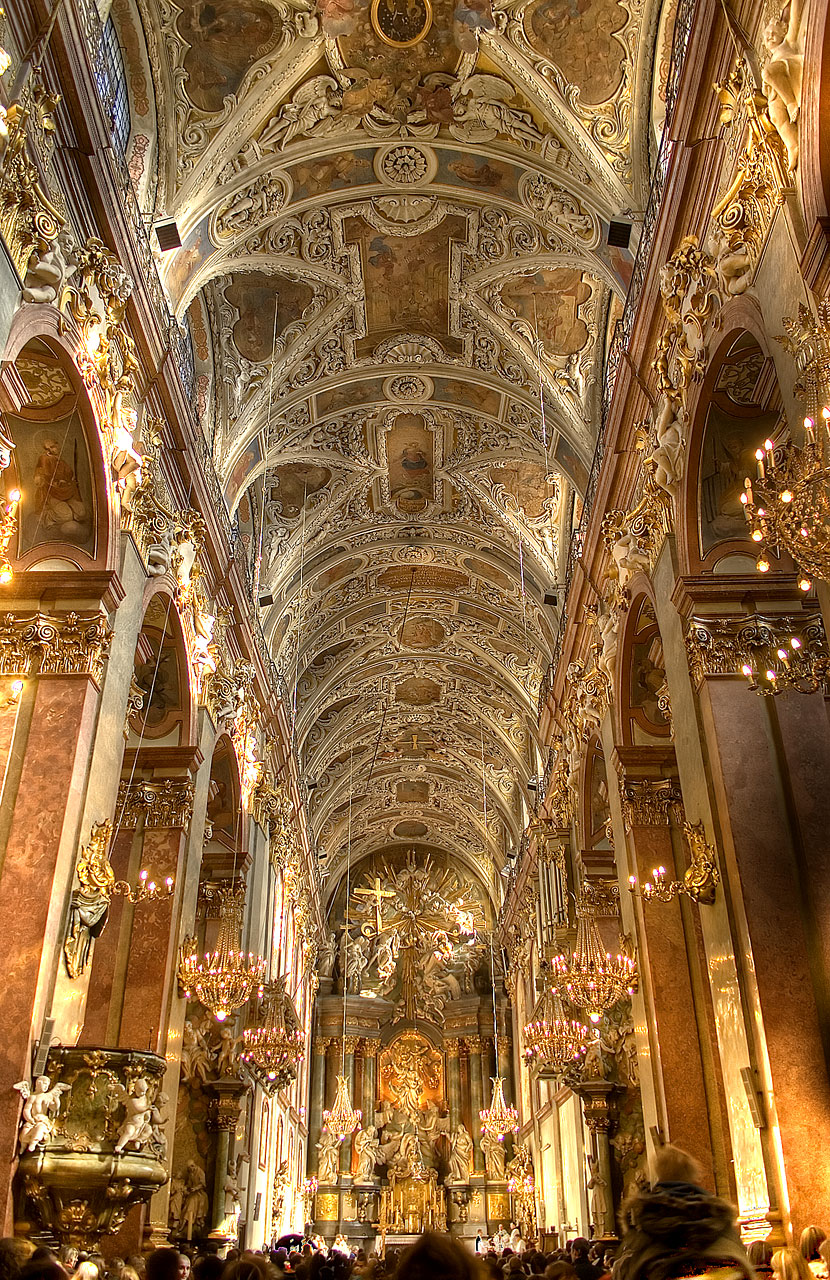
Hlavní loď baziliky
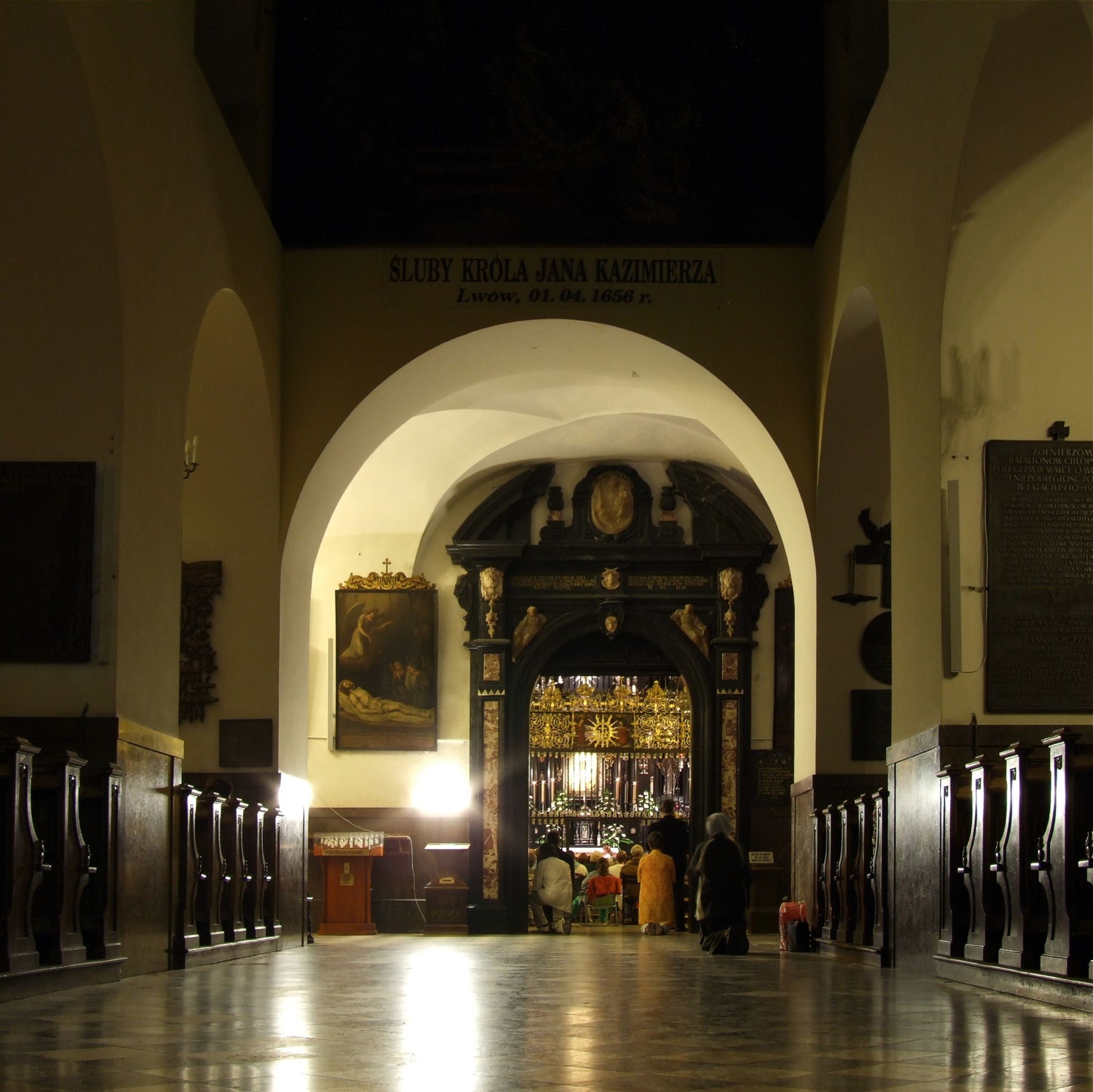
Kaple Černé madony
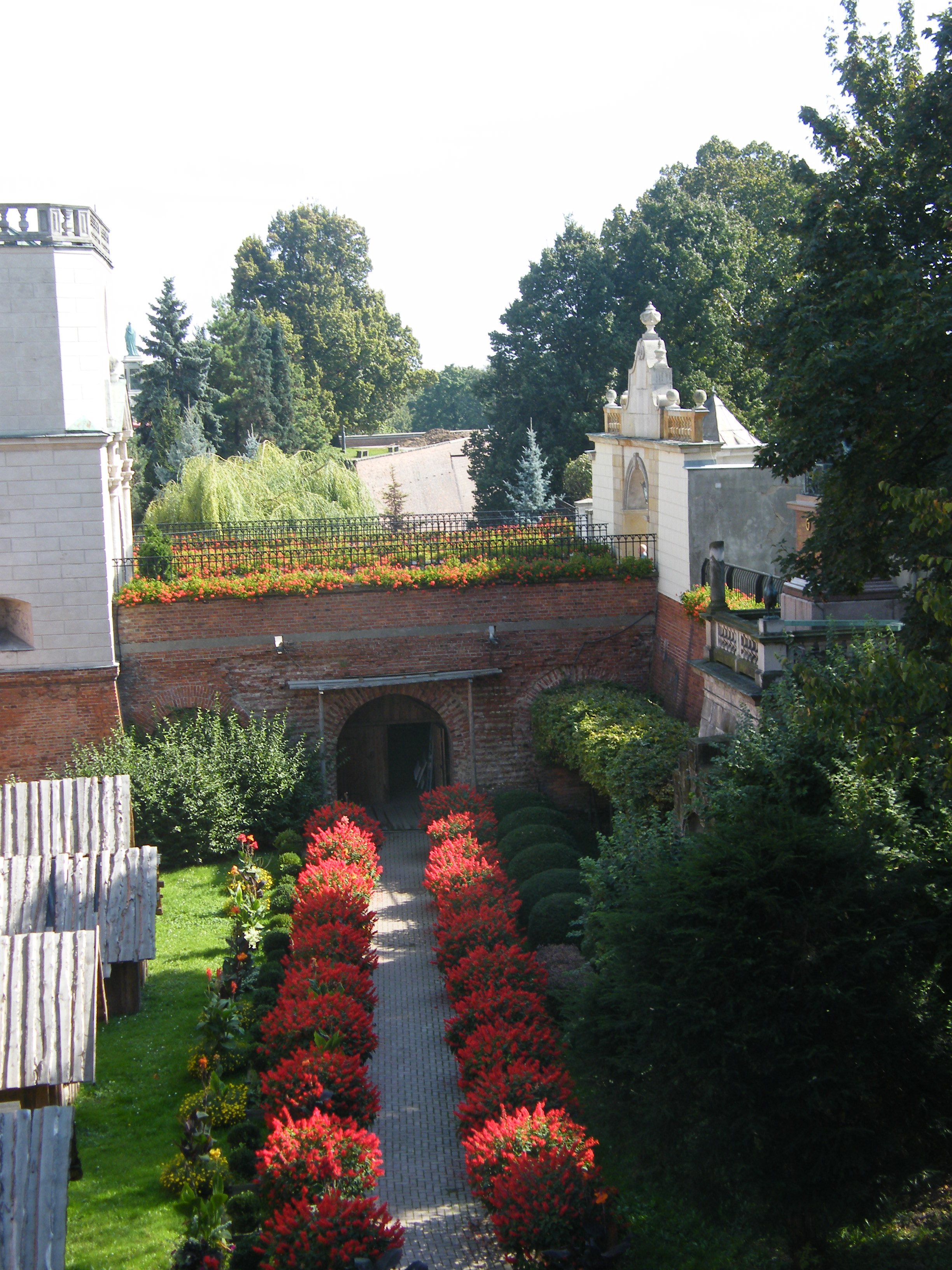
Park v příkopu
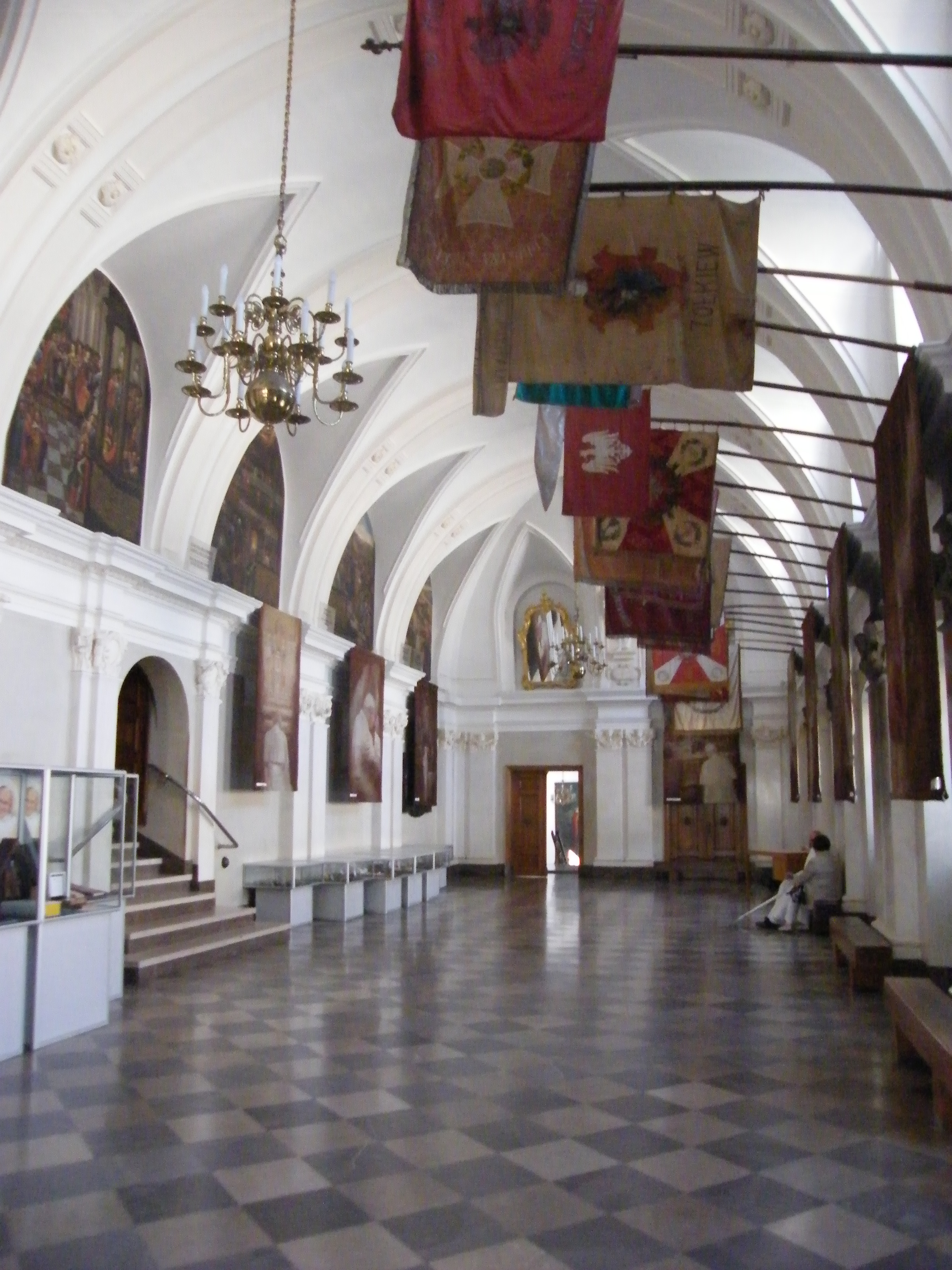
Rytířský sál